# Lijst van voetbalinterlands Andorra - Liechtenstein
Deze lijst van voetbalinterlands is een overzicht van alle officiële voetbalwedstrijden tussen de nationale teams van Andorra en Liechtenstein. De landen speelden tot op heden vier keer tegen elkaar. De eerste ontmoeting, een vriendschappelijke wedstrijd, werd gespeeld in Vaduz op 14 augustus 2012. Het laatste duel, een groepswedstrijd tijdens de UEFA Nations League 2022/23, vond plaats op 22 september 2022 in de Liechtensteinse hoofdstad.

## Wedstrijden
| № | Plaats           | Datum             | Competitie                  | Wedstrijd               | Uitslag |
| - | ---------------- | ----------------- | --------------------------- | ----------------------- | ------- |
| 1 | Vaduz            | 14 augustus 2012  | Vriendschappelijk           | Liechtenstein – Andorra | 1 – 0   |
| 2 | La Línea         | 21 maart 2018     | Vriendschappelijk           | Andorra − Liechtenstein | 1 − 0   |
| 3 | Andorra la Vella | 10 juni 2022      | UEFA Nations League 2022/23 | Andorra – Liechtenstein | 2 – 1   |
| 4 | Vaduz            | 22 september 2022 | UEFA Nations League 2022/23 | Liechtenstein − Andorra | 0 − 2   |

## Samenvatting
| Competitie          | Totaal gespeeld | Winst Andorra | Gelijk | Winst Liechtenstein | Doelsaldo Andorra – Liechtenstein |
| ------------------- | --------------- | ------------- | ------ | ------------------- | --------------------------------- |
| UEFA Nations League | 2               | 2             | 0      | 0                   | 4 − 1                             |
| Vriendschappelijk   | 2               | 1             | 0      | 1                   | 1 − 1                             |
| Totaal              | 4               | 3             | 0      | 1                   | 5 − 2                             |

Wedstrijden bepaald door strafschoppen worden, in lijn met de FIFA, als een gelijkspel gerekend.

## Details

### Eerste ontmoeting
| Vriendschappelijk (Vaduz, Liechtenstein, 14 augustus 2012):     |       |         |
| Liechtenstein                                                   | 1 – 0 | Andorra |
| Nicolas Hasler 45+1'                                            | goals |         |
| - Debuut van Vinzenz Flatz (BSC Young Boys) voor Liechtenstein. |       |         |

### Tweede ontmoeting
| Vriendschappelijk (La Línea de la Concepción, Spanje, 21 maart 2018):                                                      |       |               |
| Andorra | 1 – 0 | Liechtenstein |
| Marc Rebés 6' | goals |               |
| - Debuut van Ricard Fernandez (FC Andorra), Francisco Pomares (Elche CF) en Luigi San Nicolas (UE Engordany) voor Andorra. |       |               |